# Бюхнер, Фердинанд
Фердинанд Бюхнер (нем. Ferdinand Büchner; 13 декабря 1823, Бад-Пирмонт — 1906, Москва) — немецкий флейтист, композитор, педагог.

## Биография
Родился в Бад-Пирмонт (княжество Вальдек-Пирмонт). Первые уроки игры на флейте получил у своего отца, затем учился в Ганновере у известного немецкого виртуоза Кристиана Хайнемайера. В возрасте 13 лет с триумфом дебютировал в Лондоне. С 1847 по 1850 Бюхнер выступал с концертами в Берлине и других городах Германии. Не признавая инструментов системы Бёма, он всегда играл на флейтах простых систем, предпочитая венских изготовителей.
С 1850 года Бюхнер жил и работал в России: сначала в Санкт-Петербурге, а с 1856 года в Москве, где занимал должность солиста оркестра Большого театра до 1905 года. Преподавал в Московской консерватории с 1866 — года её создания — по 1882 год, став таким образом первым профессором по классу флейты. С 1884 по 1906 год преподавал в Московском Филармоническом училище. Среди учеников, в частности, профессор Киевской консерватории А. В. Химиченко (1856—1947) и Пётр Цыбин (младший брат Владимира Цыбина).

## Творческая деятельность
В России Бюхнер быстро приобрёл репутацию выдающегося виртуоза и замечательного учителя.
Бюхнер написал около 60 произведений для флейты. Наиболее известны его флейтовые дуэты, Ноктюрн ор. 20, и Гранд Концерт фа минор op.38. Этот концерт был посвящён известному фабриканту музыкальных инструментов и нотоиздателю, поставщику двора Его Императорского Величества Юлию Генриху Циммерману (нем. Julius Heinrich Zimmermann), который активно пропагандировал флейту в Российской Империи. Современники считали концерт Бюхнера одним из лучших произведений, когда-либо написанных для флейты.
Однажды в пылу откровенности в присутствии многих профессоров Ф. Ф. Бюхнер высказался так: «Мы приехали не для того, чтобы обучать себе конкурентов».
Некоторые исследователи полагают, что фраза была сказана в полемическом запале и по-немецки, а перевод грешит неточностью.
В 1882 году Бюхнер отказывается от работы в Московской консерватории — будучи активным противником изучения флейты системы Т. Бёма, он считал этот инструмент бесперспективным, однако новая модель получала всё большее признание среди музыкантов. «Он (Ф. Бюхнер), разумеется, жестоко ошибался ещё при жизни, потому, что все его ученики помимо его воли по окончании курса, или тайком от него, начали переходить на флейту Бёмской системы. И тем не менее, упрямство этого человека дошло до того, что он добровольно вышел из консерватории и перешел в Филармонию, только бы не уступить духу времени».

## Сочинения
- Блестящая концертная полька для флейты и фп., op. 5
- Ноктюрн для флейты и фп., op.20
- Большая русская фантазия для флейты и фп., op. 22 (1892)
- Andante, op. 28 (посвящено Эрнесто Кёлеру)
- «Идиллия», op. 29 (1894)
- «Казак», op. 30 для флейты и фп. (из 6 характерных пьес в русском стиле, 1894)
- Серенада, op. 31
- Мазурка-фантазия, op. 32
- Венгерская фантазия для флейты и фп., op.33 (1894)
- «Auf dem Lande», op. 34 (1894)
- «Цыганский танец», op. 35
- «Маша и Паша», op. 36 (1894)
- Большой концерт фа минор для флейты с фп., op. 38
- Концертино, op. 40
- 6 дуэтов для 2х флейт, op.42
- Романс для флейты и фп., op. 46
- Прелюдии для флейты соло, op. 48 (1900)
- Концерты N2-N8 для флейты и фп.
- «Espagnole» для флейты и фп., op.62 (1909)
- 8 характерных пьес для флейты и фп. («Ländlich-sittlich», «Klage», «Kinderspiele», «Alte Zeit», «Etwas Kleines», «Hagestolz», «Ländler», «Lustige Gesellschaft») (1909)
- 16 характерных пьес для 2х флейт и фп., op. 65 (1909)
- Ежедневные упражнения, op. 66 (1910)
- «Ориенталь» для гобоя и фп.